# 埃尔讷蒙布塔旺
埃尔讷蒙布塔旺（法語：Ernemont-Boutavent，法語發音：[ɛʁnəmɔ̃ butavɑ̃]）是法国瓦兹省的一个市镇，属于博韦区。

## 地理
埃尔讷蒙布塔旺（49°35'21"N, 1°48'29"E）面积8.95 平方千米，位于法国上法蘭西大區瓦兹省，该省份为法国北部内陆省份，北起索姆省，西接厄尔省和滨海塞纳省，南至塞纳-马恩省和瓦兹河谷省，东临埃纳省。
与埃尔讷蒙布塔旺接壤的市镇（或旧市镇、城区）包括：康波、埃斯卡姆、丰特奈托尔西、泰兰河畔埃里库尔、卢厄斯、米罗蒙、叙利。

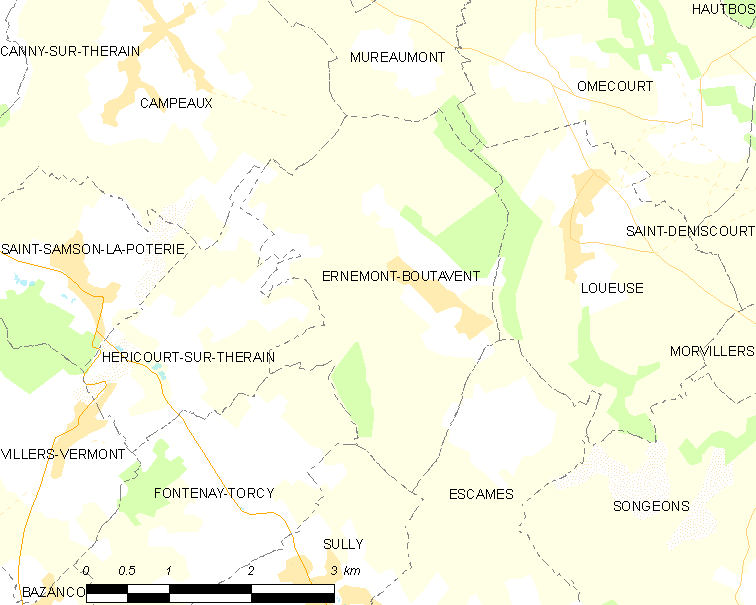
埃尔讷蒙布塔旺的OSM定位图

埃尔讷蒙布塔旺的时区为UTC+01:00、UTC+02:00（夏令时）。

## 行政
埃尔讷蒙布塔旺的邮政编码为60380，INSEE市镇编码为60214。

## 政治
埃尔讷蒙布塔旺所属的省级选区为格朗维利耶县。

## 人口

1962-2008年间埃尔讷蒙布塔旺人口变化图示

埃尔讷蒙布塔旺于2022年1月1日时的人口数量为176人。